# Fernanda Torres

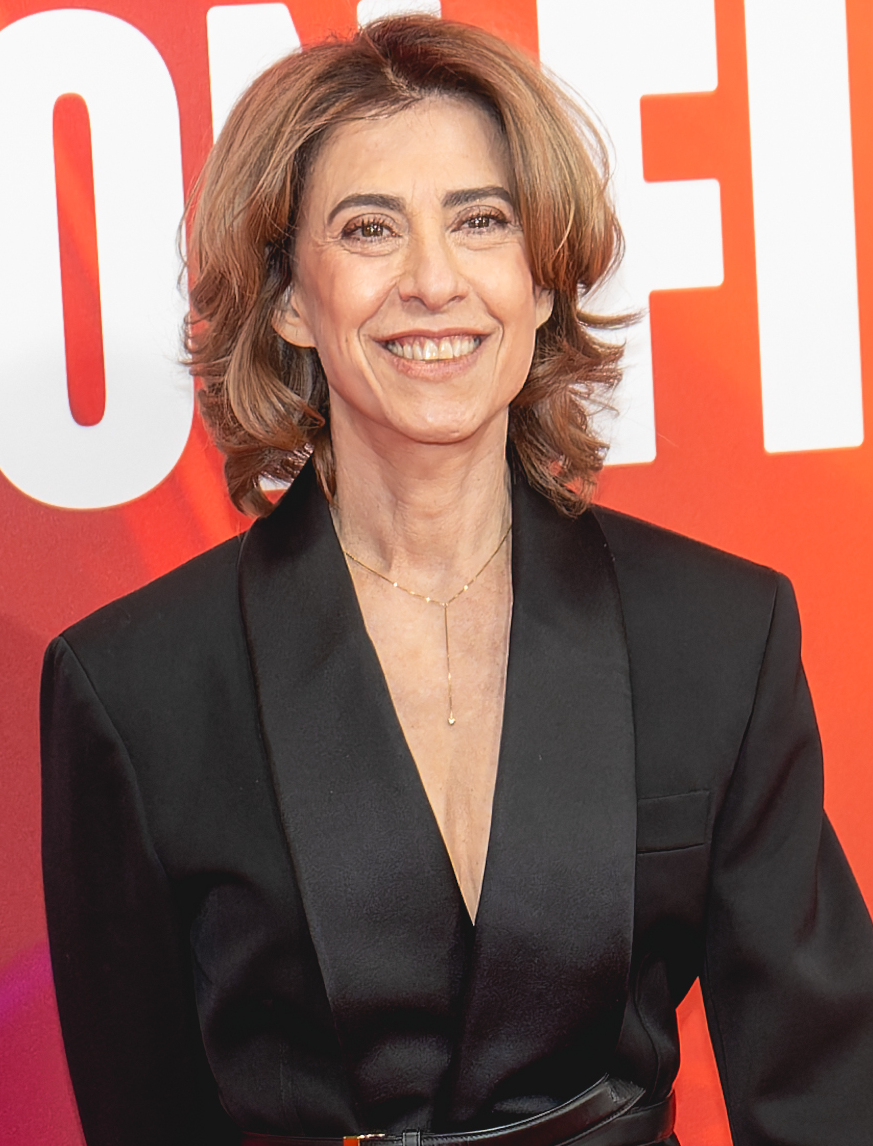
Fernanda Torres (2024)

Fernanda Pinheiro Monteiro Torres (anhörenⓘ, * 15. September 1965 in Rio de Janeiro) ist eine brasilianische Schauspielerin.

## Leben
Fernanda Torres ist die Tochter der oscarnominierten Schauspielerin Fernanda Montenegro und des Filmregisseurs Fernando Torres. Sie ist verheiratet mit dem Filmproduzenten und Regisseur Andrucha Waddington, mit dem sie 2005 den Film Casa de Areia drehte, bei dem sie gemeinsam mit ihrer Mutter vor der Kamera stand. Der Film wurde 2006 auf dem Sundance Filmfestival ausgezeichnet und war in Deutschland auf der Berlinale 2006 zu sehen. Ihren größten internationalen Erfolg feierte sie allerdings bereits 20 Jahre zuvor, als sie als junge Schauspielerin bei den Internationalen Filmfestspielen von Cannes 1986 den Darstellerpreis für den Film Eu Sei Que Vou Te Amar (Love Me Forever or Never) gewann.
Für ihre erneute Zusammenarbeit mit Walter Salles an der Filmbiografie Für immer hier gewann Torres 2025 den Golden Globe Award als beste Hauptdarstellerin in einem Drama und wurde für den Oscar als Beste Hauptdarstellerin nominiert. Sie ist nach ihrer Mutter Fernanda Montenegro erst die zweite brasilianische Schauspielerin, die in dieser Kategorie berücksichtigt wurde. Im selben Jahr wurde Torres in die Wettbewerbsjury der 82. Filmfestspiele von Venedig berufen.

## Filmografie (Auswahl)
- 1983: Inocência
- 1985: Traum ohne Ende (Sonho Sem Fim)
- 1986: Eu Sei Que Vou Te Amar
- 1987: Verflixtes Fleisch (A Marvada Carne)
- 1988: A Mulher do Próximo
- 1989: Die Dämonen des Dschungels (Kuarup)
- 1991: Allein gegen die Junta (One Man's War)
- 1993: Wilder Kapitalismus (Capitalismo Selvagem)
- 1996: Fremdes Land (Terra Estrangeira)
- 1997: Vier Tage im September (O Que É Isso, Companheiro?)
- 2024: Für immer hier (Ainda estou aqui / I’m Still Here)